# 몽중인 (2002년 영화)
"몽중인"은 2002년에 개봉한 대한민국의 영화이며 하희라(소라 역)는 이 작품을 통해 연기활동을 재개했다.
한편, 이경영(이윤호 역)이 감독-주연 1인 2역을 맡아 화제가 됐지만 흥행에 실패했다. 이경영이 미성년자 성매매로 긴급 체포되며 전에 찍은 2편을 제외하고 2010년대 복귀하기 전까지 마지막 주연 영화가 되었다.

## 캐스팅
- 하희라 : 소라 역
- 이경영 : 이윤호 역
- 정인선 : 유메 역
- 송재호 : 할아버지 역
- 이기열 : 휘바리 역
- 이기영 : 이기발 역
- 박학기 : 바각끼 역
- 김세민 : 배이수 역
- 김승욱 : 실바 역
- 양형욱 : 나성기 역
- 윤영주 : 주리혜 역
- 김세형 : 눈물 1 역
- 이승형 : 눈물 2 역
- 김지연 : 하나꼬 역
- 최종남 : 종원 부 역
- 이민영 : 유메 친구 역
- 윤성훈 : 짜장면 배달부 역
- 조성현 : 샤르망 조 역
- 이희도 : 이 박사 역
- 권해효 : 주치의 역
- 윤다훈 : 윤 감독 역
- 조선묵 : 매니저 역
- 김보성 : 김의리(윤감독 친구) 역
- 전인권
- 박완규
- 김장훈
- 신충섭 : 과수원 인부 역
- 박만엽 : 택견전수관관장 역
- 김현수 : 충주요식업협회회장 역
- 여운계 : 친할머니 역 (특별출연)
- 반효정 : 외할머니 역 (특별출연)
- 김민종 : 무사 역 (특별출연)

## 참고 사항
- 이경영은 이금림 작가와 함께 드라마 은실이, 푸른 안개를 같이 했는데[4] 하희라는 이금림씨의 작품 중 하나였던 MBC 아직은 마흔아홉 출연진[5]에 속했다.